# Série N des archives départementales
La série N des archives départementales qui s'intitule « Administration et comptabilité départementales (1800-1940) » est, en France, la série des Archives départementales, qui est consacrée aux archives produites par le département comme institution entre 1800 et 1940. Outre de multiples documents administratifs et comptables, elle accueille les délibérations du conseil général et des conseils d'arrondissement.

## Formation de la série
Le fonds de la série N est formé d'archives provenant de services départementaux, ou de la préfecture pour autant que celle-ci était chargée du secrétariat du département.
La série est réglementairement subdivisée en cinq sous-séries :
- 1 N : Conseil général et commission départementale
- 2 N : Conseils d'arrondissement
- 3 N : Comptabilité départementale
- 4 N : Immeubles et bâtiments départementaux, mobilier départemental
- 5 N : Caisse départementale des retraites.

## Contenus des sous-séries
- 1 N - Conseil général et commission départementale

La sous-série 1 N recèle les procès-verbaux des délibérations du conseil général selon l'ordre du jour fixé par le préfet, les rapports du préfet, les vœux du conseil général, de la correspondance.
S'y ajoute les délibérations de la commission départementale, créée par la loi du 10 août 1871, les rapports du préfet.
- 2 N - Conseils d'arrondissement

La sous-série 2 N est consacrée aux procès-verbaux des séances (collection manuscrite et/ou imprimée), aux vœux des conseils d'arrondissement, aux rapports des sous-préfets (éventuellement imprimés), aux dossiers transmis au préfet, l'ensemble remontant au plus tôt en l'an VIII.
- 3 N - Comptabilité départementale

La sous-série 3 N rassemble les documents comptables, tels que les suivants :
- Budgets du département
- Comptes administratifs du département
- Registres de la comptabilité départementales
- Journaux des mandats de paiements
- Dossiers des recettes, des dépenses
- Dossiers des emprunts
- Marchés publics
- Injonctions de la Cour des comptes.

- 4 N - Immeubles et bâtiments départementaux, mobilier départemental

La sous-série 4 N est composée des dossiers de construction et d'entretien des bâtiments possédés par le département, ainsi qu'éventuellement les archives du service départemental d'architecture ou du « conseil local des bâtiments civils ».
Les bâtiments sont habituellement :
- les hôpitaux, asiles, sanatorium ;
- les sièges des préfecture et sous-préfectures ;
- les tribunaux et prisons ;
- les casernes de gendarmerie ;
- les Écoles normales d'instituteurs ; écoles d'agriculture ;
- les dépôts de mendicité.

- 5 N - Caisse départementale des retraites

La sous-série 5 N est consacrée à la gestion des retraites des employés du département.

## Intérêt administratif et historique
La série N est essentielle à la connaissance de l'histoire d'un département en tant qu'institution et peut fournir des ressources importantes concernant les divers objets sur lesquels il avait quelque influence.

## Sources
- Les Guides des archives départementales, en particulier celui de l'Allier publié en 1991.

## Autres séries
- Sous-série F des Archives nationales.